# Трес-Альгарробос
Трес-Альгарробос (исп. Carlos Tejedor) — город в Аргентине в провинции Буэнос-Айрес, в муниципалитете Карлос-Техедор.

## История
В 1901 году эти земли были определены как место для колонизации, и здесь началась продажа земельных участков под жилищное строительство. В 1910 году сюда пришла железная дорога, и была построена железнодорожная станция.

## Известные уроженцы
- Федерико Фернандес (род.1989) — футболист